# Alstonia constricta
Alstonia constricta, comúnmente conocido como arbusto de quinina (Quinine Bush) o corteza amarga (Bitterbark), es un arbusto o pequeño árbol endémico en la familia Apocynaceae. 

## Descripción
A. constricta tiene una forma de crecimiento erecto. Alcanza 12 m de altura. La especie es capaz de producir raíces adventicias o ‘brotes basales’ desde el sistema de raíz y de esta manera forma bosquecillos. Las hojas son pubescentes, estrechas y lanceoladas, de 5-20 cm de largo. Las flores son de color blanco a crema, de 2- 4 cm de ancho. La corteza tiene textura de corcho y desarrolla una apariencia agrietada en las plantas más viejas. La savia de A. constricta es un látex blanco, y contiene algunos alcaloides, algunos de los cuales tienen potencial medicinal, incluyendo la reserpina.

## Distribución yhábitat
A constricta es el único miembro subtropical del género,  crece en el este de Australia desde el trópico de Capricornio hacia el sur hasta el norte de Nueva Gales del Sur. La especie crece en bosques de eucaliptos y acacia matorrales, matorrales y bosques de galerías desde las regiones costeras hasta las regiones áridas y semiáridas de tierra adentro.

## Propiedades
- Contiene alstonina un alcaloide amorfo parecido al ácido clorogénico. También contiene.

alstonicina, ditaína, equitenina, equitamina y equitamidina. También pequeñas cantidades de reserpina (0.005 %).
- Es febrífuga con un efecto parecido a la quinina. Se ha recomendado en el tratamiento de la malaria.
- Su corteza se recomienda en caso de reumatismo.
- Por sus principios amargos se usa en casos de anemia, alteraciones menstruales y artritis.[1]

## Taxonomía
Alstonia constricta fue descrita por Ferdinand von Mueller y publicado en Fragmenta Phytographiæ Australiæ 1: 57.
Sinonimia
- Alstonia mollis Benth. (1868).[3]